# Българско дружество за защита на птиците
Българското дружество за защита на птиците (БДЗП) (на английски: Bulgarian Society for the Protection of Birds – BSPB) е най-голямата българска неправителствена организация за опазването на природата.
БДЗП е партньор на БърдЛайф Интернешънъл за България. Дружеството има представители и членове в цялата страна и е активно не само в опазването на птиците, но и на други видове.

## История
Дружеството е учредено на 3 юни 1988 г. в сградата на Биологическия факултет на Софийския университет „Св. Климент Охридски“ по идея на група български орнитолози, сред които са Таню Мичев, Петър Янков, Николай Боев и др. Негов първи председател е Таню Мичев, а първи секретар – Златозар Боев. За емблема на дружеството по предложение на З. Боев е избран египетският лешояд (Neophron percnopterus) – единственият все още широко разпространен вид от лешоядите в края на 80-те г. на 20 век. В първите години от своето съществувана БДЗП получава ценна материална и методична помощ от Кралското дружество за защита на птиците във Великобритания. БДЗП бързо укрепва и се развива, превръщайки се в най-влиятелната природозащитна неправителствена организация в страната.
На сайта си БДЗП определя дейността си по следния начин:
БДЗП работи за природата, като защитава правото ѝ на съществуване. БДЗП работи и за хората, като отстоява обществените интереси и правото на всеки на запазена природа и здравословна жизнена среда.
Българско дружество за защита на птиците има офиси в София, Варна, Пловдив, Бургас, Хасково и Свищов.

## Посетителски центрове
Българско дружество за защита на птиците има два посетители центъра:
- Природозащитен център Пода, Бургас
- Природозащитен център Източни Родопи, Маджарово

## Проекти
Част от проектите, по които работи Българско дружество за защита на птиците, са:
- Опазване на царския орел и ловния сокол в ключовите за тях места от мрежата Натура 2000 в България [5]
- Опазване на зимуващата популация на световно застрашената червеногуша гъска [6]
- Живот за Бургаските езера [7]
- Спешни мерки за опазване на египетския лешояд (Neophron percnopterus) в България и Гърция [8]
- Заедно за вечерната ветрушка
- Градини за биоразнообразието
- Спасяването на Пеликана
- Вижте за първи: Летящото богатство на България
- Маркиране и последващо проследяване на целевите видове египетски лешояд, черен щъркел и бухал
- Опазване на ловния сокол в Североизточна България, Унгария, Румъния и Словакия
- Транс-граничен модел за опазване на природата и устойчиво ползване на природните ресурси по течението на река Дунав
- Опазване на ключови местообитания за световно застрашени видове птици в долното течение на р. Дунав
- Обединени усилия за спасяването на ловния сокол в България
- Опазване на световно значимо биоразнообразие в пасища и ливади с висока природна стойност чрез подкрепа за традиционния местен поминък
- Бизнес & биоразнообразие
- Мониторинг на обикновените видове птици